# Allah Kuli Khan
Allah Kuli Khan Ilkhani o Allah Kuli Mirza (1820- març de 1892) fou un notable qajar fill de Musa Khan i net de Husayn Kuli Khan. Era nebot de Fath Ali Shah i al mateix temps el seu net per la seva filla Ezzat Nesa.
Fou criat a la cort de Fath Ali Shah (1797-1834) com si fos un fill. El 1834/1835 la seva mare es va casar amb Haddji Mirza Aqasi que el mateix any fou nomenat gran visir i Allah Kuli Khan fou nomenat llavors ilkhani (cap) de la tribu qadjar. La seva indulgencia en afers sexuals es va complementar a la cort amb excessos i corrupcions tolerats pel primer ministre.
Muhammad Shah Qadjar (1834-1848) es va posar malalt i això va portar una crisi política que va minar la base de poder d'Aqasi; tant aquest com els seus enemics van començar a especular amb la idea d'encoratjar a Allah Kuli Khan en una possible reclamació del tron. Una de les faccions oposades més poderoses era la de Muhammad Kuli khan que era el cap de protocol i el seu pare Allahyar Khan Asaf al-Dawla que era viceregent del Khorasan, que donaren suport a Allah Kuli en l'esperança que aquest eliminaria altres faccions especialment la de Manushihr Khan Mutamad al-Dawla al que planejaven atacar amb el pretext de suprimir a un perillós pretendent i al mateix suprimir a Aqasi i posar al capdavant al seu propi titella Bahram Mirza en el tron.
Allah Kuli en veure aquests suports es va pronunciar obertament i com a net de Husayn Kuli Khan va passar a considerar-se el verdader hereu del tron; Muhammad Shah va respondre amb suavitat (sota consell d'Aqasi, en el qual tenia tota la confiança), i només el va apartar de la capital donant-li el govern de Borudjerd.
El 1845 un fot atac de gota del xa va fer pensar en la seva mort imminent, i Aqasi va perdre el seu suport principal. Allah Kuli va retornar a Teheran, va reclutar 500 mosqueters i es va instal·lar a la ciutadella de Baharestan on va esperar la mort del xa que no es va produir.
Muhammad es va recuperar i Aqasi va tornar al seu lloc. Allah Kuli va haver de tornar al seu govern. Llavors Allah, per guanyar la confiança de la cort va revelar un complot de Muhammad Kuli khan i Allahyar Khan Asaf al-Dawla per deposar el xa, cosa que va portar a l'anomenada revolta de Salar al Khorasan (1847-1851).
En els mesos següents Allah fou encoratjat en les seves aspiracions per Manushihr Khan. Un complot que pretenia un atac sorpresa d'Allah a Teheran amb la mort del xa i la seva proclamació fou descobert i Aqasi va enviar a Allah Khan a l'exili a l'Imperi Otomà (la major part del temps a l'Iraq), on va restar 25 anys pensionat pel govern iranià.
Va tornar a Pèrsia i va ocupar alguns càrrecs: membre del consell d'estat consultiu (1879-1880), governador de Qazwin (1887), de Hamadan (1875) i de Kamsa (1880-1881).